# Ліндора
Ліндора (ест. Lindora) — село в Естонії, входить до складу волості Вастселійна, повіту Вирумаа.